# Spárgasaláta
Spárgasaláta (Lactuca sativa var. augustana, angustata, vagy asparagina), más néven szársaláta, A távol-keleten népszerű zöldségféle, melynek vastag szárát és levelét fogyasztják. Különösen népszerű Tajvanon, valamint Kínában, ahol voszun (莴笋, wōsǔn), illetve vocsü (莴苣, wōjù)) a neve (bár ez utóbbi általánosan használatos a salátára). A dél-Kínában ju maj caj-nak is nevezik (油麦菜, yóu mài cài)) vagy 'ou sen'.
Valószínűleg a Földközi-tenger vidékéről került Kínába a Tang-dinasztia idején i. sz. 600-900. között.

## Felhasználás
A zsenge, sápadt zöld leveleket, valamint a fehér szárat, nyersen (salátaként) vagy főzve fogyasztják. Pácolják, grillezik, sütik, vagy wokban pirítják. Az íze enyhe, földes-diós, némi füstös utóízzel.

## Termesztése
A spárgasaláta termesztése egyszerű. Március-áprilisban vethető szabad földbe 40–50 cm sortávra, de palánta is nevelhető belőle tápkockában. A szálas palántáknak nem lesz szép, erős a szára. A szabadföldi vetést pár lombleveles korban ritkítani kell 25–30 cm-re, csak a legerősebbeket meghagyva. A spárgasaláta tenyészideje hosszabb, mint a fejes salátáé, 3-4 hónap után szedhető.  A virágok megjelenésekor az íze megkeseredhet. A spárgasaláta őszi termesztésre is alkalmas, ekkor július-augusztus folyamán kell vetni, azonban nagy melegben rosszul csírázik.
A spárgasaláta szereti a napos fekvést, laza, jó vízáteresztő talajt, vízigénye közepes, de a rendszeres öntözést meghálálja. Széles hőmérsékleti ingadozásokat is elvisel, 30 °C felett is fejlődik, és a gyenge fagyokat is elviseli.

## Tápérték

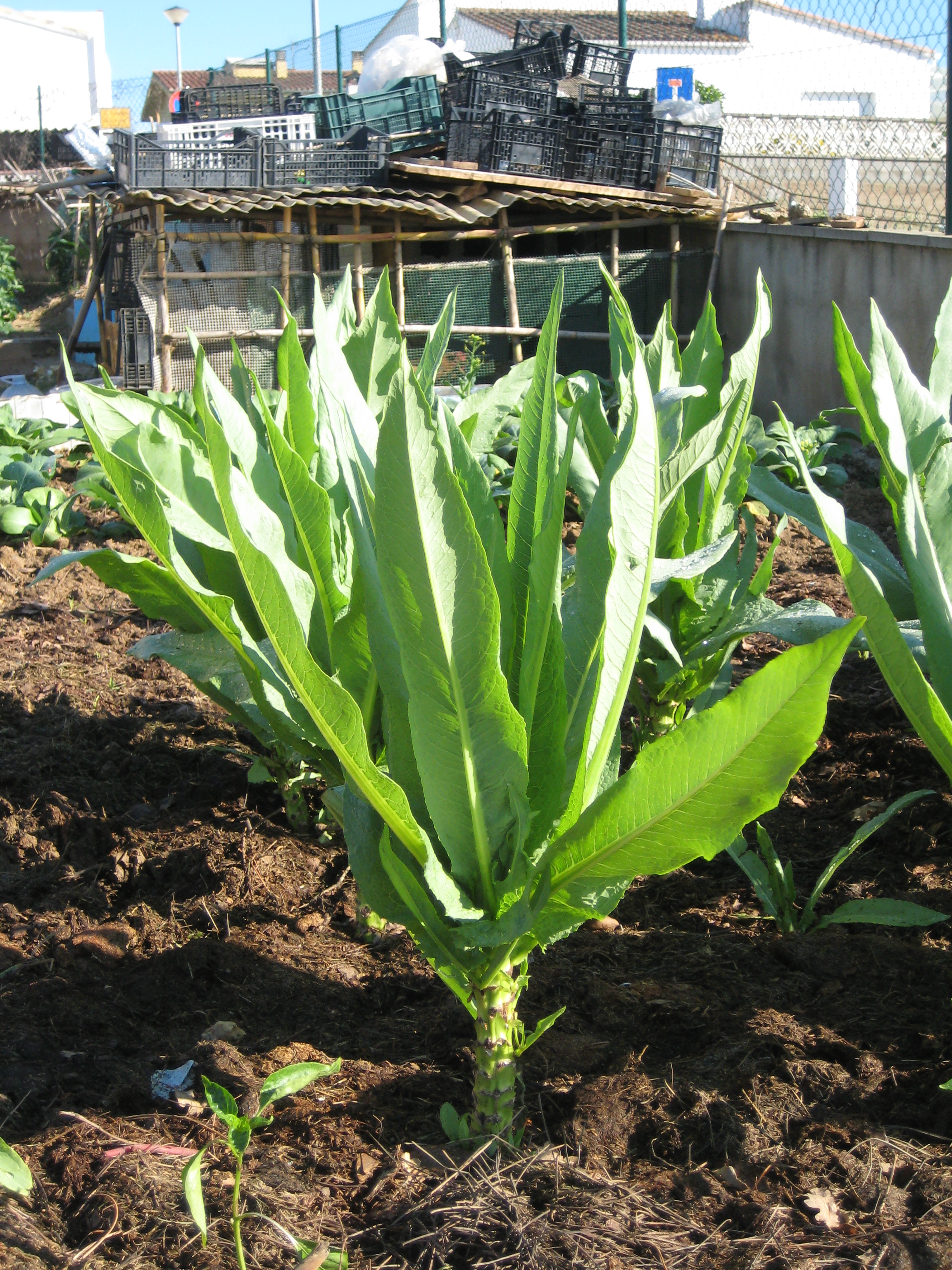
Spárgasaláta termesztése Kínában

| Energia 18 kcal 75 kJ |        |
| Szénhidrátok | 3.65 g |
| - Étkezési rostok 1.7 g |        |
| Zsír | 0.3 g  |
| Fehérje | 0.85 g |
| A-vitamin ekviv. 175 μg | 22%    |
| Tiamin (B1-vitamin) 0.055 mg | 5%     |
| Riboflavin (B2-vitamin) 0.07 mg | 6%     |
| Niacin (B3-vitamin) 0.55 mg | 4%     |
| Pantoténsav (B5-vitamin) 0.183 mg | 4%     |
| B6-vitamin 0.05 mg | 4%     |
| Folsav (B9-vitamin) 46 μg | 12%    |
| C-vitamin 19.5 mg | 23%    |
| Kalcium 39 mg | 4%     |
| Vas 0.55 mg | 4%     |
| Magnézium 28 mg | 8%     |
| Mangán 0.688 mg | 33%    |
| Foszfor 39 mg | 6%     |
| Kálium 330 mg | 7%     |
| Nátrium 11 mg | 1%     |
| Cink 0.27 mg | 3%     |
| Link to USDA Database entry A százalékos értékek az amerikai felnőttek számára javasolt napi mennyiségre (RDA) vonatkoznak. Forrás: USDA tápanyag adatbázis |        |